# Heliconius rothschildi
Heliconius rothschildi är en fjärilsart som beskrevs av Friedrich Wilhelm Niepelt 1909. Heliconius rothschildi ingår i släktet Heliconius och familjen praktfjärilar. Inga underarter finns listade i Catalogue of Life.